# Matilda Bay
Ne doit pas être confondu avec Mathilda May.
Matilda Bay (« baie Matilda ») ou Crawley Bay, anciennement connue comme Currie's Bay puis Sutherland's Bay, est une baie naturelle du fleuve Swan en Australie-Occidentale, adjacente Crawley, une banlieue de Perth. Elle s'étend de Pelican Point (en) à la Mounts Bay Road (en), le long du Kings Park.
L'université d'Australie-Occidentale et le Royal Perth Yacht Club sont situés à proximité.
Matilda Bay aurait été nommée en l'honneur de l'épouse de l'homme politique britannique John Septimus Roe, Matilda (née Bennett).